# Ulaş
Ulaş ist eine Stadt und Hauptort des gleichnamigen Landkreises (İlçe) in der zentralanatolischen Provinz Sivas. Die Stadt liegt ca. 39 Straßenkilometer (Luftlinie: ca. 35 km) südlich der Provinzhauptstadt Sivas. Die Stadt liegt an einer Eisenbahnstrecke, die Samsun über Sivas mit Malatya verbindet. Ulaş wurde lt. Stadtsiegel 1968 zur Belediye (Gemeinde) erhoben.

## Geografie
Der Landkreis Ulaş liegt zentral in der Provinz und grenzt im Norden an den zentralen (Merkez) Landkreis der Provinzhauptstadt, im Westen an den Kreis Altınyayla, im Süden an den Kreis Kangal und im Osten in einem schmalen Stück an die Kreise Zara und Hafik.
Der Kreis wird von den Fernstraße D260 (Kayseri–Elazığ) und D850 (Sivas–Malatya) durchzogen, die auch die Kreisstadt tangieren.
Der Kreis Ulaş wurde 1991 durch Abspaltung des gleichnamigen Bucak vom zentralen Landkreis Sivas gebildet (Gesetz Nr. 3644). Bei der letzten Volkszählung vor der Abspaltung (1985) hatte der Bucak Ulaş eine Bevölkerung von 15.266 Einwohnern. Dies entsprach einem Anteil von 5,74 % der damaligen Kreisbevölkerung. Zur nächsten Volkszählung nach der Eigenständigkeit (1990) zählte der neue Kreis 13.801 Einwohner: 11.313 in den 32 Dörfern und 2.488 in der Kreisstadt.
Ende 2020 bestand der Kreis neben der Kreisstadt aus 15 Weilern (Mezra) und 38 Dörfern (Köy). Die Palette der Einwohnerzahlen der Dörfer reichte dabei von 1037 (Baharözü) herunter bis auf 17 (Kurtlukaya). 12 Dörfer hatten 139 oder mehr Einwohner (= Durchschnitt). Die Bevölkerungsdichte lag unter dem Provinzwert, der städtische Bevölkerungsanteil bei 37,32 Prozent.